# Константин Бесков
Константин Бесков е съветски и руски футболист и треньор. Един от легендарните треньори на Спартак Москва от 80-те години. Тъст е на друг известен футболист – Владимир Федотов.
Носител на множество ордени и отличия. Заслужил майстор на спорта и заслужил треньор на СССР.

## Кариера като футболист
Футболната кариера на Бесков започва в Металург Москва, но той става известен в Динамо. По време на турнето на Динамо във Великобритания през 1945 вкарва 5 гола в 4 срещи. През 1952 участва на олимпийските игри с СССР. Като футболист става 2 пъти шампион на СССР и печели националната купа.

## Като треньор
През 1956 поема ФК Торпедо Москва. През 1957 поема ФШМ и младежкият национален тим на СССР. От 1961 до 1962 е треньор на ЦСКА Москва, но отборът не постига много успехи по негово време. През 1963 поема СССР и тренира отбора по време на европейското първенство през 1964. Съюза достига финал срещу Испания, който губи. След загубата на титлата, Бесков е уволнен. През 1964 поема Зоря Луганск, а в 1966 е спортен директор и треньор на Локомотив. През 1967 поема отборът, където вече е легенда – Динамо. По времето на Бесков те печелят 2 пъти купата и играят финал за КНК, който е загубен от Глазгоу Рейнджърс. През 1974 поема за кратко СССР, но след това е треньор на олимпийския отбор. В края на 1976 поема изпадналият от Висшата лига Спартак Москва, след натиск от политбюро на КПСС. През 80-те години Спартак отново е един от най-силните тимове в съюза, заедно с Динамо Киев. Под ръководството на Бесков „червено-белите“ са в призовата тройка 9 поредни години, като печелят и 2 титли – 1979 и 1987. Именно Бесков налага играчи като Георгий Ярцев, Ринат Дасаев и Александър Бубнов. През 1979 отново поема СССР, достига полуфинал на олимпиадата през 1980, а през 1982 – 1/4 финал на световното в Испания. Въпреки това, той е уволнен през 1982. В 1988 Бесков е уволнен от Спартак поради напреднала възраст. До 1990 е член на футболната федерация на СССР. През 1991 поема Асмарал и го класира във Висшата дивизия. В периода 1994 – 1995 отново е треньор на Динамо, като печели купата на Русия. След края на сезона Бесков слага край на треньорската си кариера.